# Comusia atra
Comusia atra är en skalbaggsart som först beskrevs av Maurice Pic 1922.  Comusia atra ingår i släktet Comusia och familjen långhorningar.
Artens utbredningsområde är Laos. Inga underarter finns listade i Catalogue of Life.